# Жіноча юніорська збірна Швейцарії з хокею із шайбою
Жіноча юніорська збірна Швейцарії з хокею із шайбою — національна жіноча юніорська команда Швейцарії, що представляє країну на міжнародних змаганнях з хокею із шайбою. Опікується командою Швейцарський хокейний союз. В самій Швейцарії налічується 1 043 жінок-гравців у 2011 році.

## Виступи на чемпіонатах світу
| Рік  | І                                                  | В                                                  | П                                                  | Н                                                  | ШЗ                                                 | ШП                                                 | О                                                  | Місце                                              |
| ---- | -------------------------------------------------- | -------------------------------------------------- | -------------------------------------------------- | -------------------------------------------------- | -------------------------------------------------- | -------------------------------------------------- | -------------------------------------------------- | -------------------------------------------------- |
| 2008 | 5                                                  | 2                                                  | 3                                                  | 0                                                  | 13                                                 | 25                                                 | 6                                                  | 7 місце                                            |
| 2009 | 5                                                  | 1                                                  | 4*                                                 | 0                                                  | 11                                                 | 31                                                 | 5                                                  | 8 місце                                            |
| 2010 | 5                                                  | 5                                                  | 0                                                  | 0                                                  | 44                                                 | 5                                                  | 15                                                 | 1 місце (Дивізіон І)                               |
| 2011 | 6                                                  | 2                                                  | 4                                                  | 0                                                  | 14                                                 | 23                                                 | 6                                                  | 7 місце                                            |
| 2012 | 6                                                  | 2                                                  | 4*                                                 | 0                                                  | 16                                                 | 31                                                 | 7                                                  | 8 місце                                            |
| 2013 | 5                                                  | 3                                                  | 2^                                                 | 0                                                  | 17                                                 | 6                                                  | 10                                                 | 2 місце (Дивізіон І)                               |
| 2014 | 5                                                  | 4                                                  | 1^                                                 | 0                                                  | 19                                                 | 4                                                  | 13                                                 | 1 місце (Дивізіон І)                               |
| 2015 | 5                                                  | 4                                                  | 1                                                  | 0                                                  | 10                                                 | 8                                                  | 11                                                 | 7 місце                                            |
| 2016 | 5                                                  | 4                                                  | 1                                                  | 0                                                  | 16                                                 | 6                                                  | 12                                                 | 7 місце                                            |
| 2017 | 5                                                  | 4^                                                 | 1                                                  | 0                                                  | 13                                                 | 9                                                  | 11                                                 | 7 місце                                            |
| 2018 | 5                                                  | 2                                                  | 3                                                  | 0                                                  | 16                                                 | 12                                                 | 6                                                  | 7 місце                                            |
| 2019 | 5                                                  | 2                                                  | 3*                                                 | 0                                                  | 7                                                  | 9                                                  | 6                                                  | 6 місце                                            |
| 2020 | 5                                                  | 3^                                                 | 2*                                                 | 0                                                  | 10                                                 | 8                                                  | 9                                                  | 7 місце                                            |
| 2021 | Турнір було скасовано IIHF через пандемію COVID-19 | Турнір було скасовано IIHF через пандемію COVID-19 | Турнір було скасовано IIHF через пандемію COVID-19 | Турнір було скасовано IIHF через пандемію COVID-19 | Турнір було скасовано IIHF через пандемію COVID-19 | Турнір було скасовано IIHF через пандемію COVID-19 | Турнір було скасовано IIHF через пандемію COVID-19 | Турнір було скасовано IIHF через пандемію COVID-19 |
| 2022 | 5                                                  | 3                                                  | 2                                                  | 0                                                  | 11                                                 | 7                                                  | 9                                                  | 7 місце                                            |
| 2023 | 5                                                  | 3                                                  | 2                                                  | 0                                                  | 12                                                 | 9                                                  | 9                                                  | 7 місце                                            |
| 2024 | 5                                                  | 1                                                  | 4*                                                 | 0                                                  | 5                                                  | 23                                                 | 4                                                  | 7 місце                                            |
| 2025 | 4                                                  | 1                                                  | 3*                                                 | 0                                                  | 8                                                  | 14                                                 | 4                                                  | 5 місце                                            |

*Включає в себе одну поразку в додатковий час (в плей-оф та попередньому раунді)

^Включає в себе одну перемогу в додатковий час (в плей-оф та попередньому раунді)